# Tatort: Kinderwunsch
Kinderwunsch ist ein Fernsehfilm aus der Krimireihe Tatort. Der für den ORF produzierte Beitrag wurde am 1. Juni 2009 erstgesendet. Es ist der 21. Fall des österreichischen Chefinspektors Moritz Eisner, gespielt von Harald Krassnitzer.
In dieser 735. Episode der Tatortreihe geht es um zwei Morde und eine Spezialklinik für künstliche Befruchtungen, bei der aus Profitgier mit illegalen Mitteln gearbeitet wird.

## Handlung
Am Ufer der Donau wird die Leiche von Sandra Walch gefunden. Der Tod der bekannten Enthüllungsjournalistin vom Linzer Abendblatt ruft Moritz Eisner als Sonderermittler auf den Plan. In Zusammenarbeit mit der Linzer Kriminalbeamtin Brandstätter und ihrem Assistenten Rohrmoser recherchieren sie zunächst im unmittelbaren Umfeld der Toten. Nachdem ein weiterer Mord geschieht, bei dem der Gentechniker Max Biro erschossen wird, führen die Ermittlungen in eine Spezialklinik, in der künstlichen Befruchtungen durchgeführt werden. So finden die Ermittler heraus, das Max Biro die Enthüllungsjournalistin hinzugezogen hatte, als er feststellen musste, dass die Klinik den Müttern, bei denen die künstliche Befruchtung auch nach mehrmaligem Versuch keinen Erfolg brachte, einfach fremde befruchtete Eizellen implantierte. Damit konnte die Klinik stets eine gute Statistik aufweisen und war so bei den kinderlosen Paaren sehr gefragt, die ihren Kinderwunsch auch selbst finanzierten. Die Unterlagen zu diesem Skandal sind jedoch nirgends auffindbar und offensichtlich wurde Walchs Wohnung bereits von jemandem danach durchsucht. Sie hat diese Dokumente jedoch im Spind ihres Fitnessstudios verwahrt, wo sie Stefan Weber, der Betreiber des Studios, nach dem Tod Walchs fand. Um seine finanziellen Probleme zu lösen, hat er die Klinikeigner damit erpresst. Diese befinden sich im Ausland und wickeln jegliche Firmenkontakte nur über Rechtsanwaltbüros ab. Da die Hintermänner mit mafiaähnlichen Methoden arbeiten, schrecken sie nicht davor zurück, Webers Sohn zu entführen, um damit an die Dokumente zu gelangen, weswegen schon die beiden Morde geschahen.
Nachdem Eisner den Mörder von Max Biro stellen kann – er erschießt ihn in Notwehr – muss erkennen, dass seine neue Bekannte, die ukrainische Pianistin Maria Drenkow, mit zu den Kriminellen gehört. Durch sie kann er jedoch in Erfahrung bringen, wo sich Webers Sohn befindet. Es gelingt ihm gemeinsam mit seinen Linzer Kollegen, den Jungen zu befreien. Im Schusswechsel werden schließlich der Mörder von Sandra Walch erschossen und die Kriminalbeamtin Brandstätter und ihr Assistent Rohrmoser leicht verwundet.

## Hintergrund
In der oberösterreichischen Landeshauptstadt Linz zu drehen, war vom ORF lange geplant. Die Realisierung wurde damit verknüpft, dass Linz die Kulturhauptstadt 2009 wurde. Der Autor Thomas Baum stammt aus Linz. Gedreht wurde in der Frauenklinik und im Hafen von Linz.

## Rezeption

### Kritiken
„Es ist sicher nicht der ausgefeilteste ORF-Krimi, aber einer, der seinen Kommissar wieder spannend macht“, befand Uwe Ebbinghaus in der Frankfurter Allgemeinen Zeitung.
Kathrin Buchner bei stern.de empfand, dass der Tatort „aus dem brisanten Thema ‚künstliche Befruchtung‘ eine hanebüchene Räuberpistole ohne Sinn und Verstand“ gemacht habe. Zu viele Handlungsstränge würden dabei „die Identifikation mit einzelnen Personen und Schicksalen“ verhindern. „Die Mediziner spulen Floskeln von Männern im Zeugungsstreik und der Glücksbeförderung von kinderlosen Paaren ab. Was es bedeuten kann, wenn hunderte von Familien entdecken, dass ihre Retortenbabys nicht ihrem eigen Fleisch und Blut entstammen, wird in einer einzigen Szene lediglich angedeutet.“ Auch für den fast grotesken Schluss, der in einem „überflüssigen Showdown auf einem ukrainischen Schiff“ endet, hat sie nur negative Kritik.
Auch Rainer Tittelbach kommt bei tittelbach.tv zu einem ähnlichen Ergebnis und stellt diesen Film „kriminalistisch und psychologisch“ als „Schmalkost“ hin. So würde das „bisschen unverbindliche Gesellschaftskritik (künstliche Befruchtung als Wachstumsbranche), viel Gerede um ein dramaturgisches Nichts“ ergeben. Zudem stellte er Pannen beim Schnitt fest und meinte: „auf der Ebene der Figuren, da stimmte rein gar nichts.“

### Einschaltquoten
Die Erstausstrahlung von Kinderwunsch am 1. Juni 2009 wurde in Deutschland von 6,20 Millionen Zuschauern gesehen und erreichte einen Marktanteil von 19,90 Prozent für Das Erste.